# Phaonia lalashanensis
Phaonia lalashanensis är en tvåvingeart som beskrevs av Shinonaga och Huang 2007. Phaonia lalashanensis ingår i släktet Phaonia och familjen husflugor.
Artens utbredningsområde är Taiwan. Inga underarter finns listade i Catalogue of Life.